# Agron Çela
Agron Elez Çela (ur. 5 lutego 1969 w Szkodrze) - albański działacz sportowy i przedsiębiorca, poseł do Zgromadzenia Albanii z Socjalistycznego Ruchu Integracji. Z wykształcenia jest prawnikiem.

## Życiorys
Ukończył studia prawnicze na Uniwersytecie w Szkodrze.  Jest jednym z pierwszych albańskich przedsiębiorców działających po upadku komunizmu w Albanii; założył wówczas przedsiębiorstwo o nazwie Xhenis-SH, które było nagradzane prestiżowymi nagrodami w kraju i za granicą. Çela był następnie prezesem klubu piłkarskiego KF Vllaznia, aktualnie pełni funkcję honorowego prezesa Albańskiej Federacji Wrestlingu.
Od 2013 roku jest deputowanym do Zgromadzenia Albanii z ramienia Socjalistycznego Ruchu Integracji.